# Kraftwerk BASF-Antwerpen
Das Kraftwerk BASF-Antwerpen mit einer elektrischen Bruttoleistung von 402 Megawatt und einer stündlichen Dampferzeugung von bis zu 300 t bei 19 bar Druck für die standorteigenen Verbraucher ging am 14. August 2005 offiziell in Betrieb. Der Nettowirkungsgrad beträgt 56,4 % und die maximale elektrische Nettoleistung 395 MW. Durch Verbrennung von Erdgas mittels einer Gasturbine (Hersteller: Siemens, Ringbrennkammertyp) wird Strom und Wärme erzeugt. Die Abhitze erzeugt mittels eines offenen, d. h. nicht im eingehausten, Dreidruck-Kessels (ND, MD und HD, Hersteller: Ansaldo) Prozessdampf. Der Prozessdampf wird über eine dreistufige Dampfturbine (Hersteller: Siemens) entspannt und kondensiert in einem Kondensator. Alternativ kann der Dampf bei Nichtbereitschaft der Dampfturbine mittels Reduzierstationen heruntergespannt werden. Die beiden Turbinen sind im Betrieb mittels einer Kupplung mit dem Generator (sog. Einwellenanlage) verbunden. Der Strom wird in das belgische Stromnetz ELIA über 150-kV-Leitungen eingespeist. Das Kraftwerk wird mittels eines Kühlturms gekühlt. Der Betrieb des Kraftwerks erfolgt von dem 20 km entfernten Electrabel-Kraftwerk Kallo. Am Kraftwerk selbst befindet sich nur Kontroll- und Wartungspersonal.
Der Standort des Kraftwerks liegt nahe dem Fluss Schelde, auf dem Gelände der BASF. Betreiber des Kraftwerks ist Zandvliet Power N. V., eine Joint-Venture-Gesellschaft von BASF Antwerpen und Engie.